# Tomer
Tomer (hebräisch תּוֹמֶר) ist ein hebräischer männlicher Vorname mit der Bedeutung Palme.

## Namensträger
Vorname
- Tomer Aharonovich (* 1999), israelischer Eishockeyspieler
- Tomer Gardi (* 1974), israelischer Schriftsteller
- Tomer Hemed (* 1987), israelischer Fußballspieler
- Tomer Heymann (* 1970), israelischer Filmregisseur
- Tomer Sisley (* 1974), französischer Schauspieler und Komiker
- Tomer Steinhof (* 1992), israelischer Filmschauspieler

Familienname
- William G. Tomer (1833–1896), US-amerikanischer Kirchenlieddichter, Musiker und Lehrer